# 大竹重幸
大竹 重幸（おおたけ しげゆき、1957年12月16日 - ）は、日本の男性元プロボクサーである。元協栄ボクシングジムのマネージャーで、会長代行やプロボクシングトレーナーを務めた。福島県白河市生まれ東京都新宿区出身。

## 来歴
西城正三に憧れ中学1年で協栄ジムの門を叩き、中央商業高校1年でインターハイ出場（当大会には興南高校3年だった後の同門具志堅用高も出場）。
卒業後の1978年にプロデビュー。最高位でジュニアライト級5位までランクを上げたが、怪我のため現役続行を断念。通算戦績3勝（1KO）5敗。
引退後は金平正紀会長（当時）の下でトレーナーに転向。後に高橋勝郎の後を受けてマネージャーも兼任。佐藤修、坂田健史を世界王者に育て上げ、第18回（2007年度）エディ・タウンゼント賞を受賞した。また、亀田興毅についてもプロ8戦目までのマッチメイクを担当し、世界戦ではセコンドについた。
金平桂一郎現会長はプロ選手歴がないため、協栄ジムにおける技術面での中枢を担っている人物であった。
2013年10月、協栄ジムを退職。
2014年、元教え子亀田大毅の「負けても王座保持問題」で前会長がオーナーライセンスを失った亀田ジムの新会長に迎え入れられるが、5月の東日本ボクシング協会理事会で却下された。その後、シャイアン山本ジムのトレーナーに就任。
2019年8月、かつて出稽古で出入りもしていた青木ボクシングジムのスーパーバイザーに就任するが、年末にトレーナーのパワハラのため休会してしまう。
2020年、青木ジムの施設を引き継いだDANGAN AOKI GYMのスーパーバイザー就任。
2023年、銚子ボクシングジムの会長だった海宝啓祐を会長に迎えて青木ジムを再興し、自身はチーフトレーナー就任。ちなみに海宝の現役ラストマッチには大竹が関与していた。